# Солонцы (Каширский район)
Солонцы — село Каширского района Воронежской области.
Входит в состав Старинского сельского поселения.

## География

### Улицы
- ул. Карла Маркса,
- ул. Красноармейская,
- ул. Красный Октябрь,
- ул. Набережная,
- ул. Пограничная,
- ул. Путь Ленина,
- ул. Садовая,
- ул. Советская.
- Через село протекает малая речка Хворостань.